# Discografia de Cardi B
A discografia de Cardi B, uma rapper americana, consiste em um álbum de estúdio, duas mixtapes, 27 singles (incluindo 18 como artista convidada) e 14 vídeos musicais (como artista principal). Em 2015, ela embarcou na carreira musical, depois de acumular uma grande base de fãs na Internet, após suas aparições no programa Love & Hip Hop: New York, da VH1. Em 7 de março de 2016, Cardi B lançou sua primeira mixtape, Gangsta Bitch Music, Vol. 1 pelo KSR Group. Em 12 de setembro de 2016, o KSR Group lançou a compilação, Underestimated: The Album, uma colaboração entre os artistas do KSR Group, Cardi B, Hood Celebrity, SwiftOnDemand, Cashflow Harlem e Josh X. Anteriormente, foi lançado apenas para os participantes de sua turnê nos EUA. Em 20 de janeiro de 2017, Cardi B lançou sua segunda mixtape como segunda parte de sua série Gangsta Bitch Music, que gerou o single "Bronx Season".
Em fevereiro de 2017, Cardi B assinou seu primeiro contrato com uma gravadora solo a Atlantic Records. O primeiro single de Cardi B pela Atlantic, intitulado "Bodak Yellow", se tornando um single de sucesso alcançando a primeira posição na Billboard Hot 100 nos EUA. Na Hot 100 Chart, de 1º de outubro de 2017, Cardi B conquistou o primeiro lugar como rapper feminina com uma música solo desde Lauryn Hill, em 1998. No geral, Cardi B tornou-se a quinta rapper feminino a liderar a Hot 100. Em 6 de abril de 2018, Cardi B lançou seu primeiro álbum de estúdio Invasion of Privacy. que liderou a Billboard 200 dos EUA e recebeu uma certificação de platina tripla pela Recording Industry Association of America (RIAA). Ela se tornou a primeira artista feminina a ter todas as faixas do álbum certificado pela RIAA. Seu single "I Like It", com Bad Bunny e J Balvin, fez dela a primeira rapper feminina com várias músicas número um na Hot 100, e sua colaboração com o Maroon 5, "Girls Like You", também fez dela a rapper feminina com a maioria das semanas acumuladas no primeiro lugar.

## Álbuns

### Álbuns de estúdio
| Álbum               | Detalhes do álbum                                                                                         | Melhores posições nas tabelas | Melhores posições nas tabelas | Melhores posições nas tabelas | Melhores posições nas tabelas | Melhores posições nas tabelas | Melhores posições nas tabelas | Melhores posições nas tabelas | Melhores posições nas tabelas | Melhores posições nas tabelas | Melhores posições nas tabelas | Vendas          | Certificações                                                                    |
| Álbum               | Detalhes do álbum                                                                                         | EUA                           | EUA R&B/ HH                   | EUA Rap                       | AUS                           | CAN                           | DIN                           | IRL                           | NZL                           | SUE                           | UK                            | Vendas          | Certificações                                                                    |
| ------------------- | --- | ----------------------------- | ----------------------------- | ----------------------------- | ----------------------------- | ----------------------------- | ----------------------------- | ----------------------------- | ----------------------------- | ----------------------------- | ----------------------------- | --------------- | -------------------------------------------------------------------------------- |
| Invasion of Privacy | - Lançamento: 6 de abril de 2018 - Gravadora: Atlantic - Formatos: CD, vinil, download digital, streaming | 1                             | 1                             | 1                             | 5                             | 1                             | 6                             | 2                             | 2                             | 7                             | 5                             | - : 3.2 milhões | - RIAA: 3× Platina - BPI: Ouro - IFPI DIN: Ouro - MC: 2× Platina - RMNZ: Platina |

### Mixtapes
| Título                                                                             | Detalhes                                                                         | Melhores posições nas tabelas músicas | Melhores posições nas tabelas músicas | Melhores posições nas tabelas músicas |
| Título                                                                             | Detalhes                                                                         | EUA Ind.                              | EUA R&B/ HH                           | EUA Rap                               |
| ---------------------------------------------------------------------------------- | -------------------------------------------------------------------------------- | ------------------------------------- | ------------------------------------- | ------------------------------------- |
| Gangsta Bitch Music, Vol. 1                                                        | - Lançamento: 7 de março de 2016 - Gravadora: KSR - Formatos: Download digital   | 27                                    | 30                                    | 20                                    |
| Gangsta Bitch Music, Vol. 2                                                        | - Lançamento: 20 de janeiro de 2017 - Gravadora: KSR - Formato: Download digital | 25                                    | —                                     | —                                     |
| "—" denota lançamentos que não entraram nas paradas ou não foram lançados no país. |                                                                                  |                                       |                                       |                                       |

## Singles

### Como artista principal
| Canção                                                                                      | Ano  | Melhor posição nas tabelas musicais | Melhor posição nas tabelas musicais | Melhor posição nas tabelas musicais | Melhor posição nas tabelas musicais | Melhor posição nas tabelas musicais | Melhor posição nas tabelas musicais | Melhor posição nas tabelas musicais | Melhor posição nas tabelas musicais | Melhor posição nas tabelas musicais | Melhor posição nas tabelas musicais | Certificações                                                                                               | Álbum                                                   |
| Canção                                                                                      | Ano  | EUA                                 | EUA R&B /HH                         | EUA Rap                             | AUS                                 | CAN                                 | FRA                                 | NZ                                  | SUE                                 | SUI                                 | RU                                  | Certificações                                                                                               | Álbum                                                   |
| ------------------------------------------------------------------------------------------- | ---- | ----------------------------------- | ----------------------------------- | ----------------------------------- | ----------------------------------- | ----------------------------------- | ----------------------------------- | ----------------------------------- | ----------------------------------- | ----------------------------------- | ----------------------------------- | --- | ------------------------------------------------------- |
| "Stripper Hoe"                                                                              | 2016 | —                                   | —                                   | —                                   | —                                   | —                                   | —                                   | —                                   | —                                   | —                                   | —                                   | | Não adicionado à nenhum álbum                           |
| "What a Girl Likes"                                                                         | 2016 | —                                   | —                                   | —                                   | —                                   | —                                   | —                                   | —                                   | —                                   | —                                   | —                                   | | Underestimated: The Album                               |
| "Bronx Season"                                                                              | 2016 | —                                   | —                                   | —                                   | —                                   | —                                   | —                                   | —                                   | —                                   | —                                   | —                                   | | Underestimated: The Album e Gangsta Bitch Music, Vol. 2 |
| "Bodak Yellow"                                                                              | 2017 | 1                                   | 1                                   | 1                                   | 4                                   | 1                                   | 2                                   | 5                                   | 10                                  | 8                                   | 6                                   | - : 9x Platina - ARIA: 4x Platina - : 2x Platina - : 7x Platina - : 2x Platina - SNEP: Platina              | Invasion of Privacy                                     |
| "MotorSport" (com Migos e Nicki Minaj)                                                      | 2017 | 6                                   | 2                                   | 2                                   | 40                                  | 5                                   | 32                                  | —                                   | —                                   | 54                                  | 49                                  | - : 3x Platina - : Ouro - : Prata - : 3x Platina                                                            | Culture II                                              |
| "Bartier Cardi" (part. 21 Savage)                                                           | 2017 | 11                                  | 4                                   | 2                                   | 9                                   | 5                                   | 19                                  | —                                   | 20                                  | 35                                  | 12                                  | - : 3x Platina - : Prata - : 2x Platina                                                                     | Invasion of Privacy                                     |
| "Be Careful"                                                                                | 2018 | 11                                  | 4                                   | 2                                   | 45                                  | 14                                  | 54                                  | 19                                  | —                                   | 46                                  | 9                                   | - : 3x Platina - : Platina - : Platina                                                                      | Invasion of Privacy                                     |
| "I Like It" (com Bad Bunny e J Balvin)                                                      | 2018 | 1                                   | 1                                   | 1                                   | 3                                   | 1                                   | 3                                   | 1                                   | 4                                   | 1                                   | 1                                   | - : 7x Platina - : 2x Platina - : Platina - IFPI SUI: 2x Platina - : 6x Platina - : Platina - SNEP: Platina | Invasion of Privacy                                     |
| "Ring" (part. Kehlani)                                                                      | 2018 | 28                                  | 17                                  | 14                                  | —                                   | 61                                  | —                                   | —                                   | —                                   | —                                   | —                                   | - : 2x Platina - : Ouro                                                                                     | Invasion of Privacy                                     |
| "Money"                                                                                     | 2018 | 13                                  | 2                                   | 2                                   | 15                                  | 5                                   | —                                   | 3                                   | —                                   | —                                   | 14                                  | - : 3x Platina - : Prata - : Platina                                                                        | Adicionado à nenhum álbum                               |
| "Please Me" (com Bruno Mars)                                                                | 2019 | 3                                   | 1                                   | 1                                   | 22                                  | 12                                  | 116                                 | 12                                  | 74                                  | 57                                  | 12                                  | - : 2x Platina - : Prata - : Ouro                                                                           | Adicionado à nenhum álbum                               |
| "Press"                                                                                     | 2019 | 16                                  | 6                                   | 5                                   | 65                                  | 37                                  | 158                                 | —                                   | —                                   | 97                                  | 44                                  | | Adicionado à nenhum álbum                               |
| "WAP" (com Megan Thee Stallion)                                                             | 2020 | 1                                   | 1                                   | 1                                   | 2                                   | 1                                   | 69                                  | 2                                   | 54                                  | 30                                  | 4                                   | - : 2x Platina - : Platina - : Platina - : Ouro - : Ouro                                                    | ASA                                                     |
| Up                                                                                          | 2021 | 1                                   |                                     |                                     |                                     |                                     |                                     |                                     |                                     |                                     |                                     | |                                                         |
| "—" denota lançamentos que não entraram nas paradas ou não foram lançados nesse território. |      |                                     |                                     |                                     |                                     |                                     |                                     |                                     |                                     |                                     |                                     | |                                                         |

### Como artista convidada
| Canção | Ano  | Melhores posições | Melhores posições | Melhores posições | Melhores posições | Melhores posições | Melhores posições | Melhores posições | Melhores posições | Melhores posições | Melhores posições | Certificações                                                                                | Álbum                         |
| Canção | Ano  | EUA               | EUA R&B /HH       | EUA Latin         | AUS               | CAN               | FRA               | NZ                | SUE               | SUI               | RU                | Certificações                                                                                | Álbum                         |
| --- | ---- | ----------------- | ----------------- | ----------------- | ----------------- | ----------------- | ----------------- | ----------------- | ----------------- | ----------------- | ----------------- | -------------------------------------------------------------------------------------------- | ----------------------------- |
| "Gimme Head Too" (J.R. part. Cardi B)                                                                            | 2016 | —                 | —                 | —                 | —                 | —                 | —                 | —                 | —                 | —                 | —                 |                                                                                              | In Due Time                   |
| "Fuck Me Up" (TJR part. Cardi B)                                                                                 | 2016 | —                 | —                 | —                 | —                 | —                 | —                 | —                 | —                 | —                 | —                 |                                                                                              | Não adicionado à nenhum álbum |
| "Want My Love Back" (Cashflow Harlem part. Cardi B e Ryan Dudley)                                                | 2016 | —                 | —                 | —                 | —                 | —                 | —                 | —                 | —                 | —                 | —                 |                                                                                              | Rich Thoughts Poor Habits     |
| "Island Girls" (Hood Celebrityy part. Cardi B, Josh X e Young Chow)                                              | 2016 | —                 | —                 | —                 | —                 | —                 | —                 | —                 | —                 | —                 | —                 |                                                                                              | Não adicionado à nenhum álbum |
| "She a Bad One (BBA) [Remix]" (Red Café part. Cardi B)                                                           | 2016 | —                 | —                 | —                 | —                 | —                 | —                 | —                 | —                 | —                 | —                 |                                                                                              | Não adicionado à nenhum álbum |
| "Heaven on My Mind" (Josh X part. Cardi B)                                                                       | 2016 | —                 | —                 | —                 | —                 | —                 | —                 | —                 | —                 | —                 | —                 |                                                                                              | Não adicionado à nenhum álbum |
| "Right Now" (PHresher part. Cardi B)                                                                             | 2017 | —                 | —                 | —                 | —                 | —                 | —                 | —                 | —                 | —                 | —                 |                                                                                              | Não adicionado à nenhum álbum |
| "Cute (Remix)" (DRAM part. Cardi B)                                                                              | 2017 | —                 | —                 | —                 | —                 | —                 | —                 | —                 | —                 | —                 | —                 |                                                                                              | Não adicionado à nenhum álbum |
| "No Limit" (G-Eazy part. A$AP Rocky e Cardi B)                                                                   | 2017 | 4                 | 2                 | —                 | 43                | 7                 | —                 | 21                | 57                | 54                | 45                | - : 5x Platina - : Platina - : Prata - : 2x Platina - : Ouro                                 | The Beautiful & Damned        |
| "La Modelo" (Ozuna part. Cardi B)                                                                                | 2017 | 52                | —                 | 3                 | —                 | 84                | —                 | —                 | —                 | —                 | —                 |                                                                                              | Aura                          |
| "Finesse (Remix)" (Bruno Mars part. Cardi B)                                                                     | 2018 | 3                 | 1                 | —                 | 6                 | 3                 | —                 | 2                 | 14                | 29                | 5                 | - : 4x Platina - : 2x Platina - : Platina - : Ouro - : Platina - : Ouro                      | 24K Magic                     |
| "Ahora Dice (Real Hasta La Muerte Remix)" (Chris Jeday part. J Balvin, Ozuna, Arcángel, Cardi B, Offset e Anuel) | 2018 | —                 | —                 | 7                 | —                 | —                 | —                 | —                 | —                 | —                 | —                 |                                                                                              | Não adicionado à nenhum álbum |
| "Girls" (Rita Ora part. Cardi B, Bebe Rexha e Charli XCX)                                                        | 2018 | —                 | —                 | —                 | 52                | 72                | 138               | —                 | 66                | 54                | 22                | - : Ouro - : Prata                                                                           | Phoenix                       |
| "Dinero" (Jennifer Lopez part. DJ Khaled e Cardi B)                                                              | 2018 | 80                | —                 | —                 | —                 | 75                | 140               | —                 | —                 | —                 | —                 |                                                                                              | ASA                           |
| "Girls Like You" (Maroon 5 part. Cardi B)                                                                        | 2018 | 1                 | —                 | —                 | 2                 | 1                 | 4                 | 1                 | 14                | 4                 | 7                 | - : Platina - : 4x Platina - : Platina - : Platina - : 5x Platina - : 2x Platina - : Platina | Red Pill Blues                |
| "Who Want the Smoke?" (Lil Yachty part. Cardi B e Offset)                                                        | 2018 | —                 | —                 | —                 | —                 | —                 | —                 | —                 | —                 | —                 | —                 |                                                                                              | Nuthin' 2 Prove               |
| "Backin' It Up" (Pardison Fontaine part. Cardi B)                                                                | 2018 | 40                | 19                | —                 | —                 | —                 | —                 | —                 | —                 | —                 | —                 | - : Platina                                                                                  | Não adicionado à nenhum álbum |
| "Taki Taki" (DJ Snake part. Ozuna, Cardi B e Selena Gomez)                                                       | 2018 | 11                | —                 | 1                 | 24                | 7                 | 2                 | 12                | 10                | 3                 | 15                | - : 2x Platina - : Platina - : Prata - : Prata - : Ouro - : Diamante                         | Carte Blanche                 |
| "Mi Mami" (El Alfa part. Cardi B)                                                                                | 2018 | —                 | —                 | 42                | —                 | —                 | —                 | —                 | —                 | —                 | —                 |                                                                                              | El Hombre                     |
| "Twerk" (City Girls part. Cardi B)                                                                               | 2019 | 29                | 14                | —                 | —                 | 70                | —                 | —                 | —                 | —                 | —                 | - : Platina                                                                                  | Girl Code                     |
| "Clout" (Offset part. Cardi B)                                                                                   | 2019 | 39                | 25                | —                 | —                 | 41                | —                 | —                 | —                 | —                 | 64                |                                                                                              | Father of 4                   |
| "Me Gusta" (Anitta part. Cardi B e Myke Towers)                                                                  | 2020 | 91                | —                 | 5                 | —                 | 92                | —                 | —                 | —                 | 56                | —                 | - : 2x Platina                                                                               | Versions of Me                |
| "Me Gusta (Remix)" (Anitta part. Cardi B e 24kGoldn)                                                             | 2020 |                   |                   |                   |                   |                   |                   |                   |                   |                   |                   |                                                                                              | Não adicionado à nenhum álbum |
| "Wild Side" (Normani part. Cardi B)                                                                              | 2021 |                   |                   |                   |                   |                   |                   |                   |                   |                   |                   |                                                                                              | Não adicionado à nenhum álbum |
| "No Love (Extended Version)" (Summer Walker part. SZA e Cardi B)                                                 | 2022 |                   |                   |                   |                   |                   |                   |                   |                   |                   |                   |                                                                                              | Não adicionado à nenhum álbum |
| "Shake It" (Kay Flock part. Cardi B, Dougie B e Bory300)                                                         | 2022 |                   |                   |                   |                   |                   |                   |                   |                   |                   |                   |                                                                                              | Não adicionado à nenhum álbum |
| "Despechá Rmx" (Rosalía part. Cardi B)                                                                           | 2022 |                   |                   |                   |                   |                   |                   |                   |                   |                   |                   |                                                                                              | Não adicionado à nenhum álbum |
| "Put It on Da Floor Again (Remix)" (Latto part. Cardi B)                                                         | 2023 |                   |                   |                   |                   |                   |                   |                   |                   |                   |                   |                                                                                              | Não adicionado à nenhum álbum |
| "Jealousy" (Offset part. Cardi B)                                                                                | 2023 |                   |                   |                   |                   |                   |                   |                   |                   |                   |                   |                                                                                              | Não adicionado à nenhum álbum |
| "—" denota lançamentos que não entraram nas paradas ou não foram lançados nesse território.                      |      |                   |                   |                   |                   |                   |                   |                   |                   |                   |                   |                                                                                              |                               |

### Singlespromocionais
| Título               | Ano  | Melhor posição nas tabelas musicais | Melhor posição nas tabelas musicais | Melhor posição nas tabelas musicais | Melhor posição nas tabelas musicais | Melhor posição nas tabelas musicais | Melhor posição nas tabelas musicais | Melhor posição nas tabelas musicais | Melhor posição nas tabelas musicais | Melhor posição nas tabelas musicais | Certificações        | Álbum               |
| Título               | Ano  | EUA                                 | EUA R&B /HH                         | EUA Rap                             | AUS                                 | CAN                                 | FRA                                 | NZ                                  | SUI                                 | RU                                  | Certificações        | Álbum               |
| -------------------- | ---- | ----------------------------------- | ----------------------------------- | ----------------------------------- | ----------------------------------- | ----------------------------------- | ----------------------------------- | ----------------------------------- | ----------------------------------- | ----------------------------------- | -------------------- | ------------------- |
| "Drip" (part. Migos) | 2018 | 21                                  | 15                                  | 11                                  | 60                                  | 31                                  | 116                                 | —                                   | 95                                  | 41                                  | - : Platina - : Ouro | Invasion of Privacy |

### Outras canções que entraram nas tabelas musicais
| "Lick" (part. Offset)                                                                       | 2017 | —  | —  | —  | —  | —  | —  |             | Gangsta Bitch Music, Vol. 2 |
| "I Do" (part. SZA)                                                                          | 2018 | 23 | 16 | 12 | 38 | 81 | —  | - : Platina | Invasion of Privacy         |
| "Get Up 10"                                                                                 | 2018 | 38 | 23 | 18 | 67 | —  | —  | - : Ouro    | Invasion of Privacy         |
| "Best Life" (part. Chance the Rapper)                                                       | 2018 | 39 | 24 | 19 | 66 | —  | —  | - : Ouro    | Invasion of Privacy         |
| "Bickenhead"                                                                                | 2018 | 43 | 25 | 20 | 76 | —  | —  | - : Ouro    | Invasion of Privacy         |
| "Thru Your Phone"                                                                           | 2018 | 50 | 29 | 24 | 80 | —  | —  | - : Platina | Invasion of Privacy         |
| "She Bad" (com YG)                                                                          | 2018 | 57 | 31 | —  | 87 | —  | —  | - : Ouro    | Invasion of Privacy         |
| "Money Bag"                                                                                 | 2018 | 58 | 32 | —  | 84 | —  | —  | - : Ouro    | Invasion of Privacy         |
| "On Me" (Meek Mill part. Cardi B)                                                           | 2018 | 30 | 13 | 12 | 97 | —  | —  | - : Ouro    | Championships               |
| "Thotiana (Remix)" (Blueface part. Cardi B e YG)                                            | 2019 | —  | —  | —  | —  | —  | 9  | - : Ouro    | —                           |
| "Wish Wish" (DJ Khaled part. Cardi B e 21 Savage)                                           | 2019 | 19 | 8  | 6  | 28 | —  | —  | - : Ouro    | Father of Asahd             |
| "Rodeo" (com Lil Nas X)                                                                     | 2019 | 22 | 12 | 10 | 44 | 35 | 6  |             | 7                           |
| "South of the Border" (Ed Sheeran part. Camila Cabello e Cardi B)                           | 2019 | 53 | —  | —  | 14 | —  | 14 |             | No.6 Collaborations Project |
| "—" denota lançamentos que não entraram nas paradas ou não foram lançados nesse território. |      |    |    |    |    |    |    |             |                             |

## Outras aparições
| Título                | Ano  | Outro artista(s) | Álbum                                         |
| --------------------- | ---- | ---------------- | --------------------------------------------- |
| "Boom Boom (Remix)"   | 2015 | Shaggy, Popcaan  | —                                             |
| "Know the Difference" | 2015 | N.O. Corleone    | —                                             |
| "Um Yea"              | 2017 | Offset           | Quality Control: Control the Streets Volume 1 |
| "Kamasutra"           | 2017 | Juicy J          | Highly Intoxicated e Shutdafukup              |
| "Champagne Rosé"      | 2018 | Quavo, Madonna   | Quavo Huncho                                  |

## Vídeos musicais

### Como artista principal
| Título                                      | Ano  | Diretor(es)                  |
| ------------------------------------------- | ---- | ---------------------------- |
| "Cheap Ass Weave"                           | 2015 | Renel Jolly                  |
| "Foreva"                                    | 2016 | Picture Perfect              |
| "Washpoppin"                                | 2016 | Picture Perfect              |
| "Red Barz"                                  | 2017 | Benji Filmz                  |
| "Lick" (Remix) (com participação de Offset) | 2017 | Mazi O.                      |
| "Pull Up"                                   | 2017 | Benji Filmz                  |
| "Bodak Yellow"                              | 2017 | Picture Perfect              |
| "MotorSport"                                | 2017 | Bradley & Pablo e Quavo      |
| "Bartier Cardi"                             | 2018 | Petra Collins                |
| "Be Careful"                                | 2018 | Jora Frantzis                |
| "I Like It" (com Bad Bunny e J Balvin)      | 2018 | Eif Rivera                   |
| "Ring" (com participação de Kehlani)        | 2018 | Mike Ho                      |
| "Money"                                     | 2018 | Jora Frantzis                |
| "Please Me" (com Bruno Mars)                | 2019 | Bruno Mars e Florent Dechard |
| "Press"                                     | 2019 | Jora Frantzis e Cardi B      |

### Como artista convidada
| Título                                                                                                | Ano  | Diretor(es)                  |
| --- | ---- | ---------------------------- |
| "She a Bad One (BBA) [Remix]" (Red Café com participação de Cardi B)                                  | 2016 | Red Café                     |
| "Heaven on My Mind" (Josh X com participação de Cardi B)                                              | 2016 | Mazi O.                      |
| "La Modelo" (Ozuna com participação de Cardi B)                                                       | 2017 | Nuno Gomez                   |
| "No Limit (Remix)" (G-Eazy com participação de A$AP Rocky, Cardi B, French Montana, Juicy J, e Belly) | 2017 | Daniel Cz                    |
| "Finesse (Remix)" (Bruno Mars com participação de Cardi B)                                            | 2018 | Bruno Mars e Florent Dechard |
| "Dinero" (Jennifer Lopez com participação de Cardi B e DJ Khaled)                                     | 2018 | Joseph Kahn                  |
| "Girls" (Rita Ora com participação de Cardi B, Bebe Bexha e Charli XCX)                               | 2018 | Helmi                        |
| "Girls Like You" (versões original, volume 2 e vertical video) (Maroon 5 com participação de Cardi B) | 2018 | David Dobkin                 |
| "Backin' It Up" (Pardison Fontaine com participação de Cardi B)                                       | 2018 | Kid Art                      |
| "Taki Taki" (DJ Snake com participação de Ozuna, Cardi B e Selena Gomez)                              | 2018 | Colin Tilley                 |
| "Mi Mami" (El Alfa com participação de Cardi B)                                                       | 2018 | Fernando Lugo                |
| "Twerk" (City Girls com participação de Cardi B)                                                      | 2019 | Daps e Sara Lacombe          |
| "Thotiana (Remix)" (Blueface com participação de Cardi B)                                             | 2019 | Cole Bennett                 |
| "Clout" (Offset com participação de Cardi B)                                                          | 2019 |                              |
| "Wish Wish" (DJ Khaled com participação de Cardi B e 21 Savage)                                       | 2019 | Eif Rivera                   |